# Підволочиська районна рада
Підволочиська районна рада — орган місцевого самоврядування у Підволочиському районі Тернопільської області з центром у місті Підволочиську.

## Керівництво
- Монартович Ігор Ігорович — голова,
- Телевко Ярослав Ігорович — заступник голови,